# جان فلمستید
جان فلمستید (به انگلیسی John Flamsteed) ستاره‌شناس انگلیسی و نخستین ستاره‌شناس سلطنتی در انگلستان بود که بالغ بر نام ۳۰۰۰ ستاره را فهرست بندی کرده‌است.

## زندگی
فلمستید متولد دنبی، دربی شایر در انگلستان بود. وی تنها پسر از ازدواج نخست پدرش به حساب می‌آمد. فلمستید در آغاز در مدرسه عمومی دربی به تحصیل پرداخت و سپس در همان مدرسه فارغ‌التحصیل شد. در آن دوران بیشتر مدرسه‌ها را گروه مذهبی به نام پیوریتن‌ها سرپرستی می‌کردند که بدین دلیل فلمستید توانست آموخته‌های زبان لاتین خود را که مشتمل بر واژگانی ضروری بودند بیاموزد.

پس از فارغ‌التحصیلی او برای ادامه تحصیل در مقاطع عالی راهی شهر کمبریج شد و توانست به کالج جیزز این شهر راه یابد و به تحصیل در رشته ریاضی بپردازد ولی به دلیل بیماری مزمن چند سالی تحصیل او دچار وقفه شد. او در این سال‌ها به همراه پدرش به امر تجارت می‌پرداخت. وی در ۱۶ سپتامبر ۱۶۶۳ نخستین خورشید گرفتگی خود را مشاهده کرد. در اوت ۱۶۷۰، فلمستید پس از سفری که به کمبریج داشت دوباره در کالج جیزز نام‌نویسی کرد.
گفته شده‌است پس از مرگ او، تمامی اوراق علمی و ابزار او توسط همسرش مارگارت مخفی شده بودند. نگارش‌های علمی او پس از گذر چندین سال بازگردانده شدند ولی ابزار او برای همیشه ناپدید شدند.

## پژوهشهای علمی

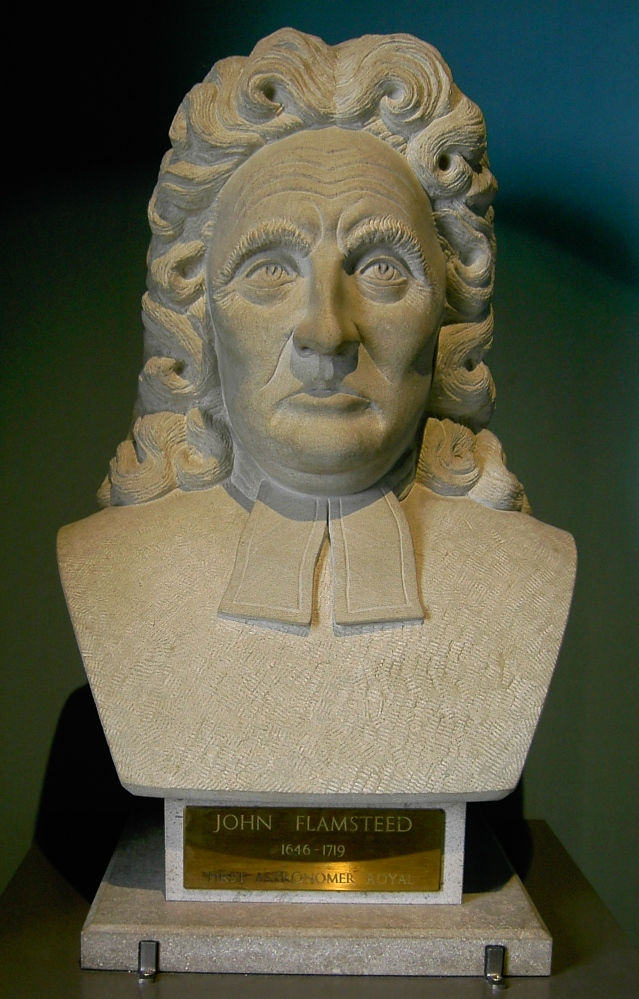
تندیس مجسمه جان فلمستید

در سال ۱۶۸۱ فلمستید اعلام کرد که دو ستاره دنباله دار بزرگ را در نوامبر و دسامبر سال گذشته رصد کرده، به گونهٔ که اجزای آنها از یکدیگر جدا نبوده‌اند، بلکه یکی از آن ستاره‌های دنباله‌دار جدا به سوی خورشید در حرکت بوده و آن دیگری نیز در دنبال اولی بوده‌است. گرچه اسحاق نیوتن در مرتبه نخست با فلمستید مخالف کرد، اما سپس او نیز به همراه فلمستید استدلال کرد که ستاره‌های دنباله‌دار، همانند سیارات در یک مدار بیضی مانند بزرگ در حال گردش به دور خورشید هستند.

به عنوان ستاره‌شناس سلطنتی، فلمستید نزدیک به چهل سال وقتش را صرف فهرست بندی، مشاهده و ثبت دقیق ستارگانی کرد که در نهایت، شمار آنان سه برابر بیشتر از مدخلهای کتاب اطلس ستارگان تیکو براهه شد که سرانجام در سال ۱۷۱۲ ایساک نیوتن، رئیس انجمن سلطنتی، به همراه ادموند هالی، کتاب فهرست شده ستارگان فلمستید را منتشر کردند.

## افتخارات
- عضو انجمن سلطنتی بریتانیا- ۱۶۷۶
- نام گذاری انجمن ستاره‌شناسی جان فلمستید به افتخار وی که نخستین ستاره‌شناسی بود که به عضویت انجمن سلطنتی انگلستان درآمده بود.[۵]
- نام گذاری دهانه فلمستید در کره ماه به افتخار وی
- در آغاز سال ۲۰۰۳ شورای شهر دربی اعلام کرد که به افتخار او یک پلاک آبی در خیابان کویین استریت شهر دربی نصب کرده‌است.[۶]